# Atom (standard)

Ikonka Atomu používaná Firefoxem

Atom (plným názvem Atom Syndication Format) je webový standard pro publikování syndikovaného obsahu, přijatý IETF v prosinci 2005 jako RFC 4287. Je nástupcem formátu RSS. Kromě něj je pod RFC 5023 v říjnu 2007 přijat také Atom Publishing Protocol (zkráceně APP či AtomPub) umožňující vytváření a aktualizaci webových zdrojů ve formátu Atom pomocí HTTP.

## Vznik
Formát vznikl z důvodu nespokojenosti části internetové společnosti, která viděla nedostatky formátu RSS a po „zmrazení“ vývoje na verzi RSS 2.0.1 nemohla s touto skutečností nic dělat. Proto se diskutovalo o novém, čistém formátu.[zdroj?]
Vznikl projekt Atom, který neměl přinést revoluci v syndikaci, ale kladl důraz na čistý a důsledný návrh a otevřenost, a chtěl vylepšit některé vlastnosti formátu RSS. První verze Atom 0.2 vyšla v roce 2003 a ještě do konce téhož roku vyšel update na verzi Atom 0.3. Tato verze se setkala s kladným ohlasem také zásluhou společnosti Google, která jej zakomponovala do svých produktů, a poté došlo k jejímu rozšíření do mnoha jiných aplikací. V roce 2005 vznikla verze Atom 1.0, která byla přijata jako standard mezinárodní komisí IETF.[zdroj?]

## Rozdíly oproti RSS
Kanál i jednotlivé položky musí mít uvedeny svůj název, jedinečný identifikátor (URI) a datum poslední změny. Povinné je rovněž jméno autora u každé položky, pokud není vyplněno pro všechny z nich. Zatímco u RSS bylo možné v poli description uvést jak souhrn, tak plný obsah, u Atomu je pro souhrn vyčleněn element summary, zatímco pro plný obsah se používá content. V RSS nebylo možné zvolit, jaký formát obsahu je použit. Atom rozeznává např. prostý text, escapované HTML, XHTML, XML, binární obsah v kódování Base64 či odkaz na jiný webový zdroj.

## Příklad zdroje v Atomu
```
<?xml version="1.0" encoding="utf-8"?>

<feed
 
xmlns=
"http://www.w3.org/2005/Atom"
>

 
<title>
Example
 
Feed
</title>

 
<subtitle>
A
 
subtitle.
</subtitle>

 
<link
 
href=
"http://example.org/feed/"
 
rel=
"self"
/>

 
<link
 
href=
"http://example.org/"
/>

 
<updated>
2003-12-13T18:30:02Z
</updated>

 
<author>

   
<name>
John
 
Doe
</name>

   
<email>
johndoe@example.com
</email>

 
</author>

 
<id>
urn:uuid:60a76c80-d399-11d9-b91C-0003939e0af6
</id>

 
<entry>

   
<title>
Atom-Powered
 
Robots
 
Run
 
Amok
</title>

   
<link
 
href=
"http://example.org/2003/12/13/atom03"
/>

   
<id>
urn:uuid:1225c695-cfb8-4ebb-aaaa-80da344efa6a
</id>

   
<updated>
2003-12-13T18:30:02Z
</updated>

   
<summary>
Some
 
text.
</summary>

 
</entry>

</feed>

```